# Abeiningan
Abeiningan ist ein Motu des Onotoa-Atolls der pazifischen Inselrepublik Kiribati.

## Geographie
Abeiningan ist eine kleine, unbewohnte Insel zwischen der nördlichen Hauptinsel Buariki und Otowae im Süden. Zusammen mit Naan Tabuariki und Abanekeneke bildet sie den Übergang zwischen den beiden Inseln. Durch den Inter-Islands-Causeway sind die Inseln miteinander verbunden.